# Vlag van Dendermonde
De vlag van Dendermonde werd door de gemeenteraad op 13 april 1989 officieel vastgesteld als de gemeentelijke vlag van de Oost-Vlaamse gemeente Dendermonde. Op 13 juni 1989 werd hij door het Bestuur van Vlaanderen bevestigd en uiteindelijk gepubliceerd op 8 november 1989 in het officiële Belgisch Staatsblad.
Officieel wordt de vlag beschreven als:
Wit met een rode dwarsbalk.
De vlag is volledig gebaseerd op het gemeentewapen en ziet er dus helemaal hetzelfde uit.

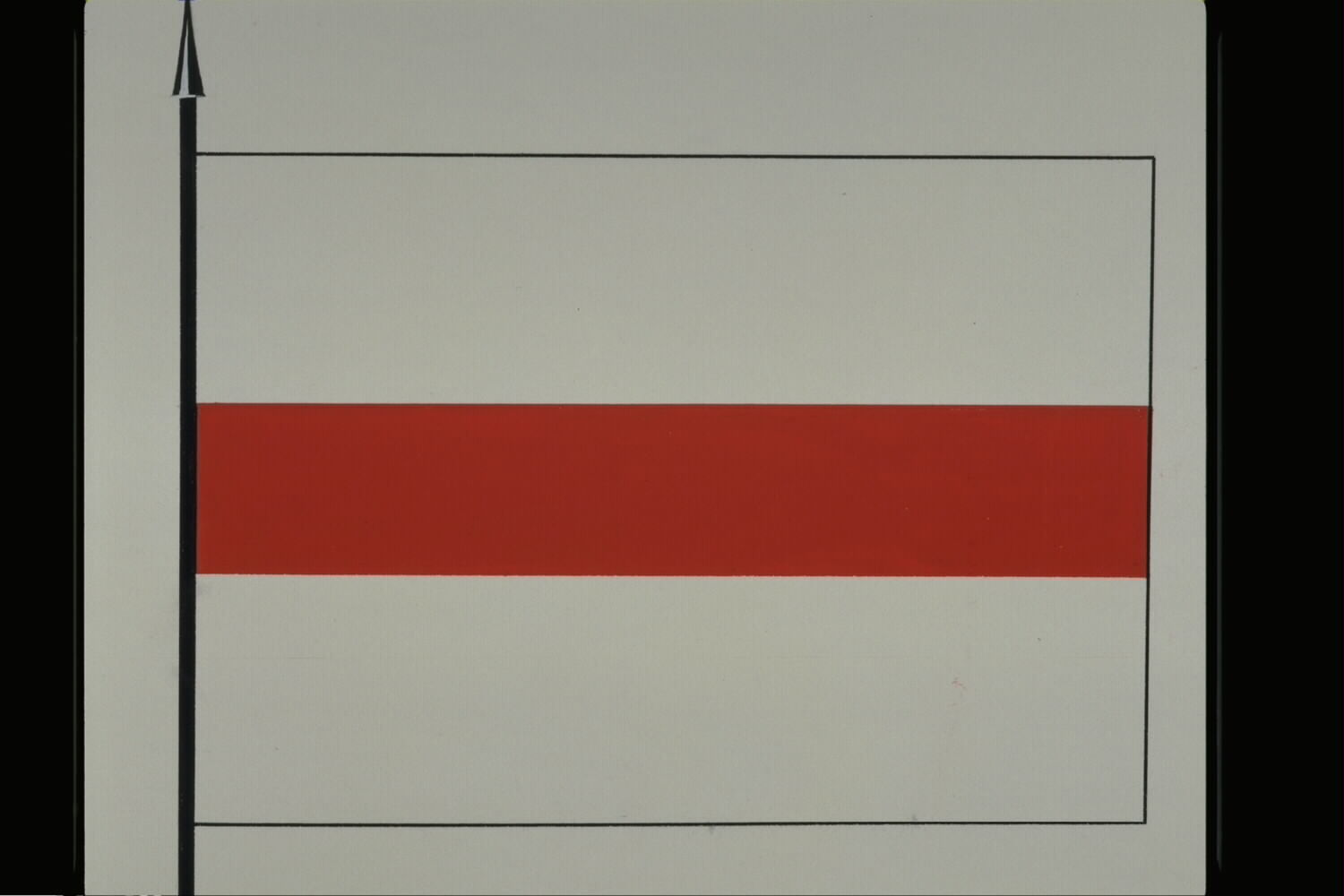
Officiële tekening van de vlag

## Dorpsvlag van Appels

Dorpsvlag van Appels

Sinds 2020 heeft Appels een dorpsvlag gekregen na een ontwerpwedstrijd. De vlag toont gekwartierd geel-wit met in het midden het dorpswapen met een veerboot, een appelboom met een landbouwer en een kerk met daarop muzieknoten. Het ontwerp van de vlag is van de hand van Jimmy Raes en Aster Cammerman.